# Рудник Максут
Рудник Максут – гірничодобувне підприємство в Абайській області Казахстану, що провадить розробку однойменного мідно-нікелевого родовища.
Родовище Максут відкрили у 1972 – 1973 роках. В 1974 – 1975 старательським методом провели досліди з вилучення окислених руд за допомогою кар’єру глибиною до 8 метрів, що дозволило вилучити найбільш багаті руди із середнім вмістом міді 10,8% (максимальний до 30%).
В 2005-му права на розробку родовища отримала компанія «БАСТ». У 2008-му вона почала дослідно-промисловий видобуток окиснених руд, а з 2012-го узялась за розвідку сульфідних руд, які залягають глибше та містять основну частину запасів – станом на середину 2000-х запаси Максут оцінювались у 145 тисяч тон міді, з яких 140 тисяч тон у сульфідній формі, а також 112 тисяч тон нікелю.
В 2016-му ввели в дію збагачувальну фабрику потужністю 200 тисяч тон руди на рік, яка використовувала метод флотації та продукувала мідний концентрат. В 2018-му потужність збільшили до 400 тисяч тон та ввели в дію лінію з випуску нікелевого концентрату. Розробка родовища провадилась відкритим способом.
Існували плани збільшення потужності рудника до 1,4 млн тон на рік (при цьому за проведеною у 2017-му оцінкою за стандартами JORC ресурси Максут становлять 44 млн тон руди, з яких 27 млн тон віднесли до категорії «виміряні»). Втім, невдовзі після початку розробки компанія «БАСТ» зустрілась з економічними проблемами, так, відомо, що в 2020 та 2021 роках вона понесла збитки, а у 2023-му звернулась за фінансуванням до державного Банку розвитку Казахстану.